# Wilhelm Schimmel
Wilhelm Schimmel è stato il fondatore nel 1885 dell'omonima fabbrica di pianoforti, che oggi ha sede in Germania a Braunschweig e in Polonia a Kalisz. Dopo esser stata a conduzione familiare per quattro generazioni, oggi l'azienda ha stretto un'alleanza commerciale con la cinese Pearl River, ma ha mantenuto la produzione in Europa. Lo Schimmel è stato riconosciuto come il pianoforte tedesco più premiato e più venduto.

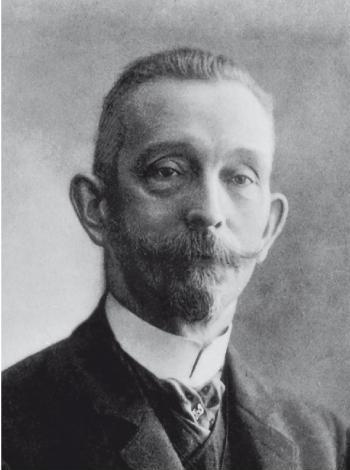
Wilhem Schimmel, fondatore della società

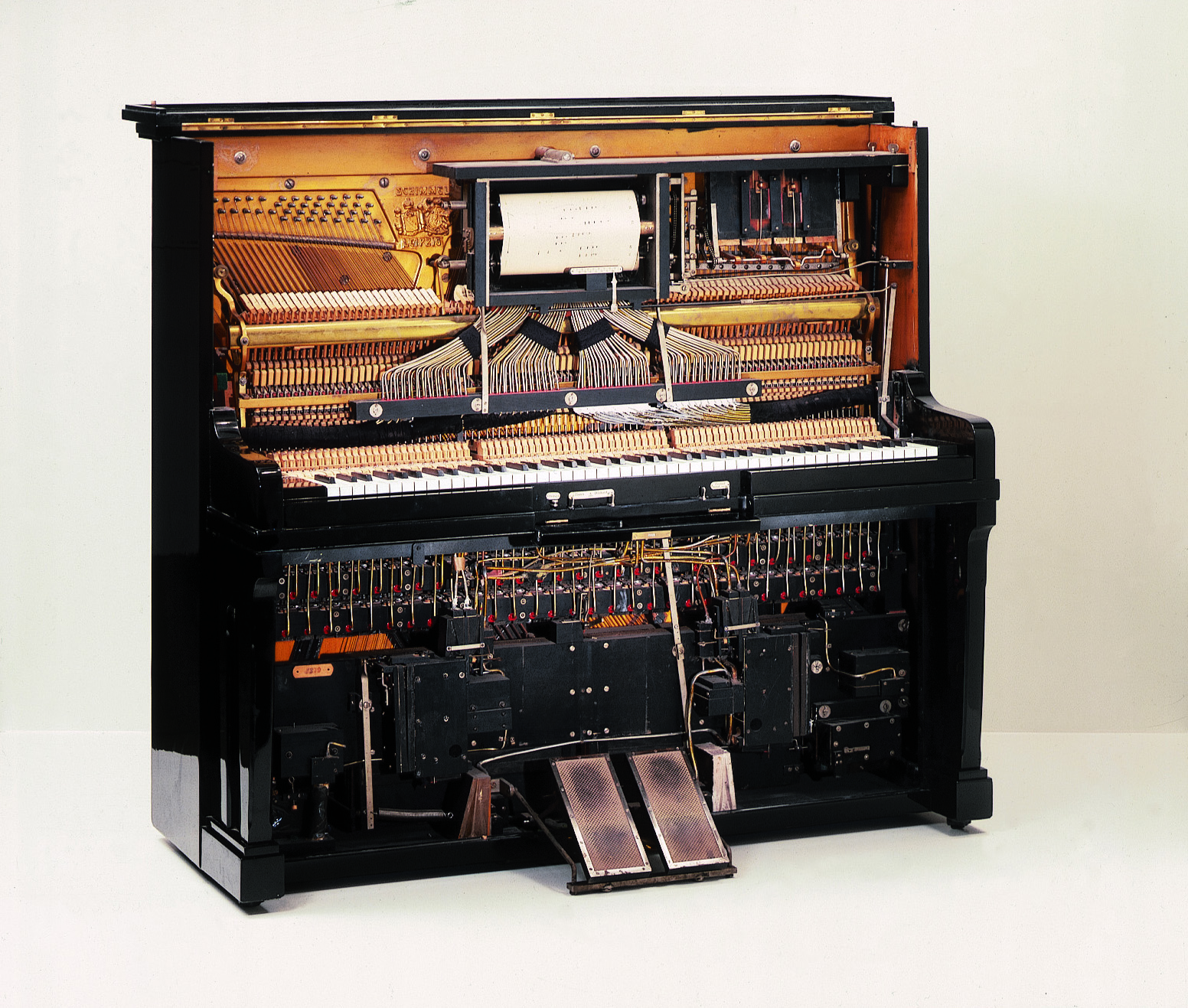
Piano Ducanola ideato da Schimmel, 1915

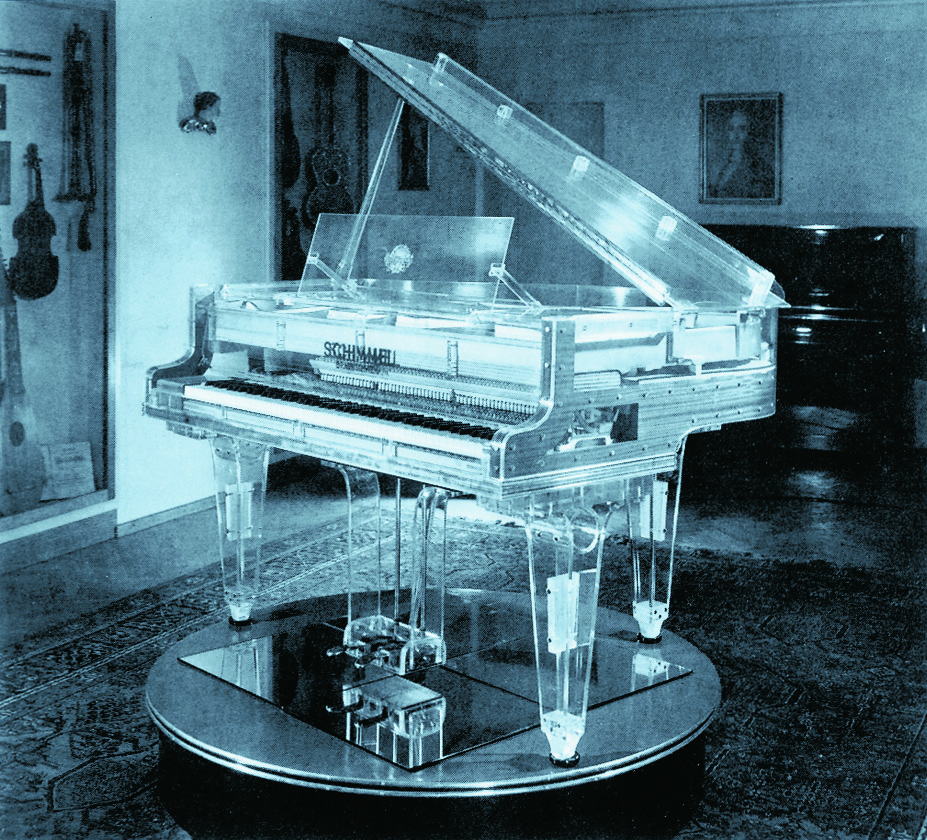
Pianoforte a coda Schimmel trasparente, 1952

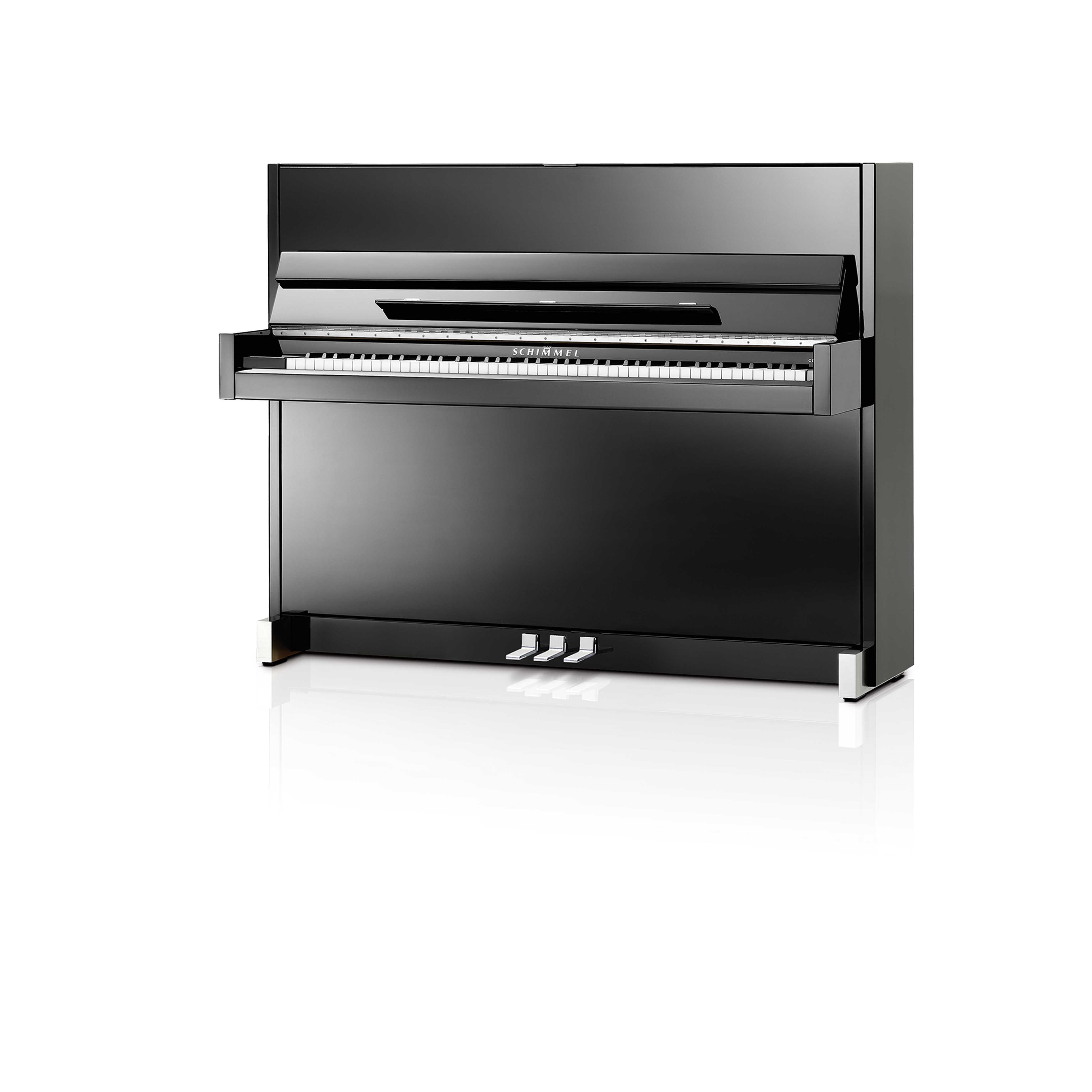
Moderno pianoforte verticale Schimmel Classic C116

## Storia

### Fondazione
Wilhelm Schimmel nacque nel 1854 a Alt-Ohlisch, oggi in Repubblica Ceca. Ancora molto giovane, iniziò a lavorare presso un ebanista. Il padre, che faceva il sarto, arrotondava riparando strumenti musicali e trasmise questo interesse al figlio. Il giovane Wilhelm lavorò in una grande falegnameria in Sassonia fino all'età di ventidue anni, quando volle ricominciare tutto da capo, diventando apprendista presso la fabbrica di pianoforti Stichel a Lipsia e decidendo poi, dopo poco tempo, di mettersi in proprio.
Il 2 maggio 1885 Schimmel, in una piccola officina di soli 13 metri quadri, nei pressi di Lipsia, creò il suo primo pianoforte. Produsse inizialmente strumenti verticali e in seguito anche a coda, ottenendo subito un buon successo. Il suo motto fu "Il miglior strumento possibile a un prezzo ragionevole" e risultò vincente, infatti la sua azienda ebbe una rapida crescita al punto che, dopo poco tempo, dovette trovare dei locali più ampi.

### I primi successi
Nel 1894 la fabbrica Schimmel costruì il millesimo strumento, per cui nel 1897 venne creata una nuova azienda su un terreno di 4 000 metri quadri a Lipsia. La fama dei pianoforti Schimmel si diffuse molto rapidamente, vennero richieste forniture anche dall'estero e diventarono gli strumenti utilizzati dalla casa reale di Romania. All'esposizione mondiale del 1913, e poi a quella del 1914, l'azienda ottenne la medaglia d'oro. Schimmel fu sempre attento alle innovazioni tecniche degli strumenti e, verso il 1915, ideò, in collaborazione con J.D. Philipps, un pianoforte automatico chiamato Ducanola.
Wilhelm Schimmel, nel 1927, all'età di 73 anni, decise di ritirarsi dall'attività, lasciando la gestione al figlio Wilhelm Arno, che si trovò a dover affrontare anni di preoccupante crisi.

### La seconda generazione
L'economia mondiale era entrata in difficoltà proprio in quegli anni, con un'inflazione continuamente in crescita che portò, con il crollo della Borsa del 1929, alla Grande depressione. Wilhelm Arno dovette affrontare la crisi e inevitabilmente ridurre drasticamente la produzione. Decise in seguito, nel 1931, il trasferimento della fabbrica a Brunswick e riattivò la produzione con il nome di Wilhelm Schimmel Pianofortefabrik GmbH. La decisione si rivelò nel futuro estremamente opportuna poiché, dopo la seconda guerra mondiale, Lipsia resterà nella Germania Est mentre Brunswick farà parte della Germania Ovest.
Verso la metà degli anni trenta, Wilhelm Arno realizzò diverse innovazioni e un nuovo design della tastiera, modernizzando lo strumento rendendolo in tal modo meno ingombrante. Durante la guerra l'azienda riuscì a sopravvivere dedicandosi anche alla costruzione di diversi articoli in legno, dai tavoli ai componenti per camion. Nel 1944 la fabbrica fu distrutta da un grosso incendio che costrinse a un fermo prolungato della produzione.
Negli anni '50 vi fu una ripresa dell'attività con una nuova produzione, la Schimmel Line. Wilhlem Arno fece scalpore presentando sul mercato il primo pianoforte a coda trasparente, in plastica acrilica; questo stesso modello fu poi perfezionato trent'anni dopo dal figlio Nikolaus.

### Terza generazione
Wilhlem Arno morì improvvisamente nel 1961 e suo figlio Nikolaus, che lavorava già da tempo in affiancamento al padre, prese le redini dell'azienda. La crescita e il successo della Schimmel Pianos resero necessaria, negli anni 60, la costruzione di un nuovo stabilimento più grande a sud di Brunswick. Nel 1975 la produzione arrivò a 7 500 strumenti costruiti all'anno. Nel 1972 l'azienda assunse l'incarico di costruire nella sua fabbrica i pianoforti Érard, Pleyel e Gaveau, mantenendo però le tipologie e i marchi originali; la collaborazione cessò nel 1994.
Negli ultimi anni del XX secolo, Nikolaus portò ancora innovazioni alla gamma di strumenti; in particolare, dalla collaborazione con il designer Luigi Colani, nacque il modello Pegasus, pianoforte a coda dalle linee avveniristiche.

### Quarta generazione
Nel 2003 Nikolaus ha ceduto la direzione al genero Hannes Schimmel-Vogel. Dopo aver impostato innovative strategie introducendo la nuova linea Klassic di pianoforti da concerto, l'azienda ha stretto nel 2016 un'alleanza commerciale con il gruppo cinese Pearl River Piano Group. La famiglia Schimmel è rimasta però come il maggior azionista nell'azienda. Hannes Schimmel-Vogel è amministratore delegato e sua moglie, Violet, figlia di Nikolaus Schimmel, è entrata a far parte della gestione, aumentando la presenza della famiglia all'interno dell'azienda. Oggi con circa 250 dipendenti in due sedi, l'azienda costruisce pianoforti, secondo la tradizione, di alto profilo la cui qualità è riconosciuta in tutto il mondo.
La Schimmel Pianos ha recentemente ideato un nuovo tipo di pianoforte col marchio "Fridolin Schimmel" per il mercato asiatico. Il modello è progettato da Schimmel soprattutto per i pianisti principianti ed è prodotto nella fabbrica Pearl River a Guangzhou, in Cina.